# Fuefuki
Fuefuki (笛吹市, Fuefuki-shi) és una ciutat de la prefectura de Yamanashi, al Japó.
El novembre de 2015, la ciutat tenia una població estimada de 69.037 habitants i una densitat de població de 342 persones per km². L'àrea total era de 201.92 km².

## Geografia
Fuefuki està situada al centre de la prefectura de Yamanashi. Una mica més del 50% de l'àrea de la ciutat és forestal. El riu Fuefuki creua la ciutat de nord a sud.

### Municipalitats veïnes
En el sentit de les agulles del rellotge:
- Kōfu
- Yamanashi
- Kōshū
- Ōtsuki
- Fujikawaguchiko (districte de Minamitsuru)

## Història
Durant el període Edo, l'àrea del l'actual Fuefuki formava part d'un tenryō directament controlat pel shogunat Tokugawa, amb un daikansho a la vida d'Isawa. Durant la restauració Meiji de l'1 d'abril de 1889, es van formar els districtes rurals del Higashiyatsushiro i Higashiyamanashi.
L'actual ciutat de Fuefuki fou establerta el 21 d'octubre de 2004 mitjançant la fusió dels pobles d'Ichinomiya, Isawa, Misaka i Yatsushiro, la de Sakaigawa (tots aquests municipis del districte de Higashiyatsushiro), i el poble de Kasugai (del districte de Higashiyamanashi). El nom fa referència al riu Fuefuki que creua la ciutat. L'ajuntament està situat on hi havia l'antic ajuntament del poble d'Isawa; i la resta d'ajuntaments dels pobles i viles de la fusió han estat convertits en oficines satèl·lit.
L'1 d'agost de 2006, Fuefuki va absorbir la vila d'Ashigawa (també del districte de Higashiyatsushiro), i el districte de Higashiyatsushiro es va dissoldre com a conseqüència.

## Economia
L'economia de Fuefuki està dominada per l'agricultura (horticultura), turisme estacional i producció de vi.

## Educació
Fuefuki té 14 escoles de primària, cinc instituts de secundària baixa i un institut de batxillerat.

## Sister cities
- - Fujikawaguchiko, Yamanashi, Japó, des del juny de 1962 (amb l'antic poble de Misaka)[1]
- - Tateyama, Chiba, Japó, des del maig de 1973 (amb l'antic poble d'Isawa)[1]
- - Ichinomiya, Chiba, Japó, des de l'abril de 1982 (amb l'antic poble de Ichinomiya)[1]
- - Yui, Shizuoka, Japó, des de l'abril de 1989 (amb l'antic poble de Yatsushiro)[1]
- - Sado, Niigata, Japó, des de l'octubre de 1989 (amb l'antic poble de Kasugai)[1]
- - Tainai, Niigata, Japó, des de l'octubre de 1996 (amb l'antiga vila de Sakaigawa)[1]
- - Bad Mergentheim, Baden-Württemberg, Alemanya, des del 1991 (amb l'antic poble d'Isawa)[2]
- - Nuits-Saint-Georges, Côte-d'Or, França, des de 1992 (amb l'antic poble d'Isawa)[2]
- – Feicheng, Shandong, Xina, des de 1994 (amb l'antic poble d'Ichinomiya)[2]